# ريتشارد إم. راسيل
ريتشارد إم. راسيل هو محامي وسياسي أمريكي، ولد في 3 مارس 1891 في كامبريدج في الولايات المتحدة، وتوفي في 27 فبراير 1977 في Essex, Massachusetts ‏ في الولايات المتحدة. نشط حزبياً في الحزب الديمقراطي. وقد انتخب عضو مجلس النواب الأمريكي ‏.